# Komitat Torda

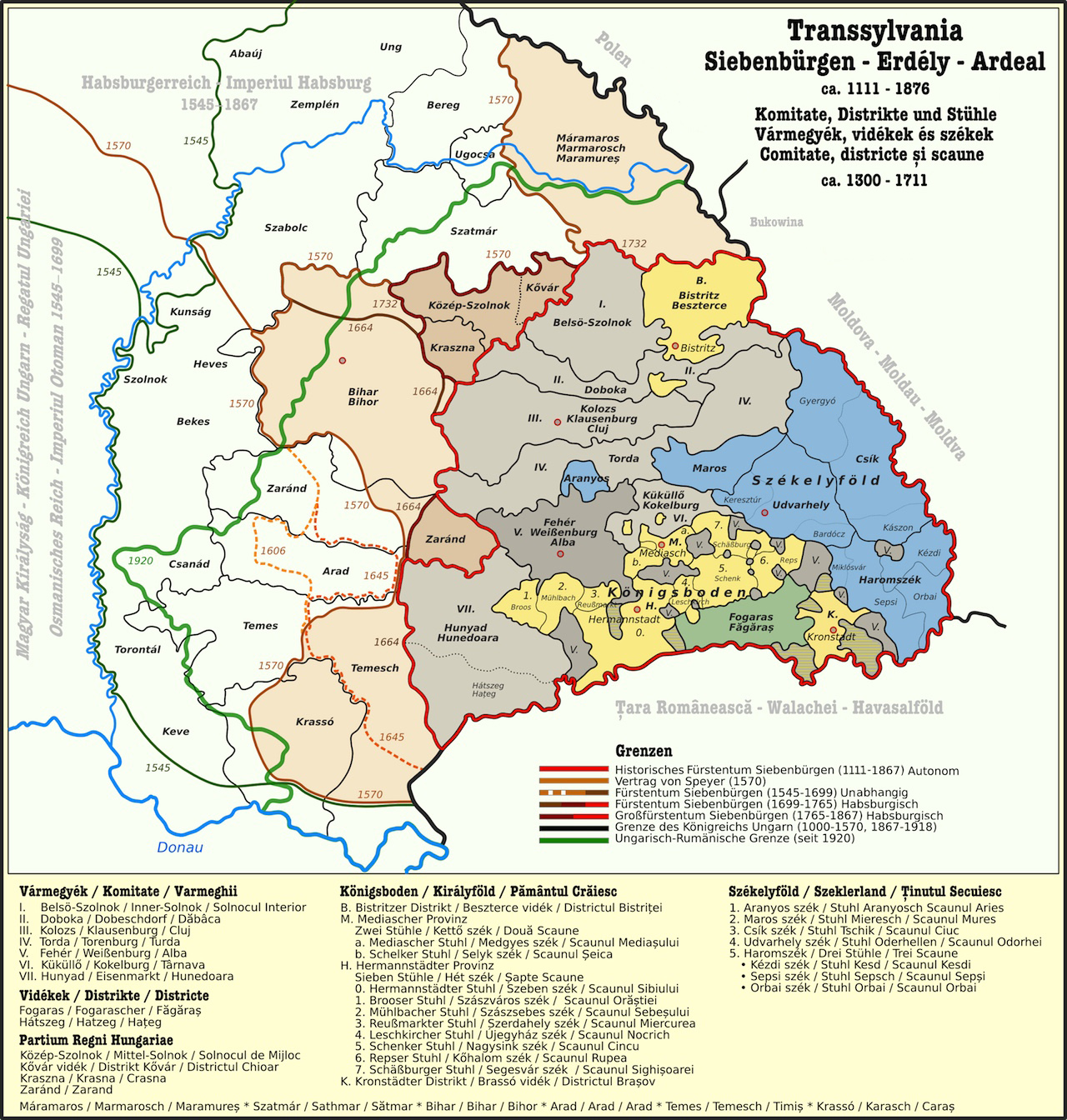
Das Komitat Torda (mittig) auf einer Karte Siebenbürgens

Das Komitat Torda (ungarisch Torda vármegye) war eine Verwaltungseinheit im Osten des Königreichs Ungarn. Verwaltungssitz war Torda.
Es wurde 1876 im Zuge der Komitatsreform in die Komitate Maros-Torda und Torda-Aranyos eingegliedert.

## Beschreibung
Das Komitat erstreckte sich über eine Länge von 230 Kilometern und einer Breite von etwa acht bis zehn Kilometern im nördlichen Zentrum Siebenbürgens. Es grenzte 1876 im Norden an die Komitate Kolozs, Doboka, sowie auf einem kurzen Streifen an Rumänien, im Osten an den Szeklerstuhl Csíkszék, im Süden an Marosszék, Aranyosszék, und die Komitate Küküllő und Felső-Fehér, sowie im Westen an das Komitat Zaránd.
Das Komitat hatte 1869 152.692 Einwohner auf einer Fläche von 4790 km².